# 胰腺星形細胞

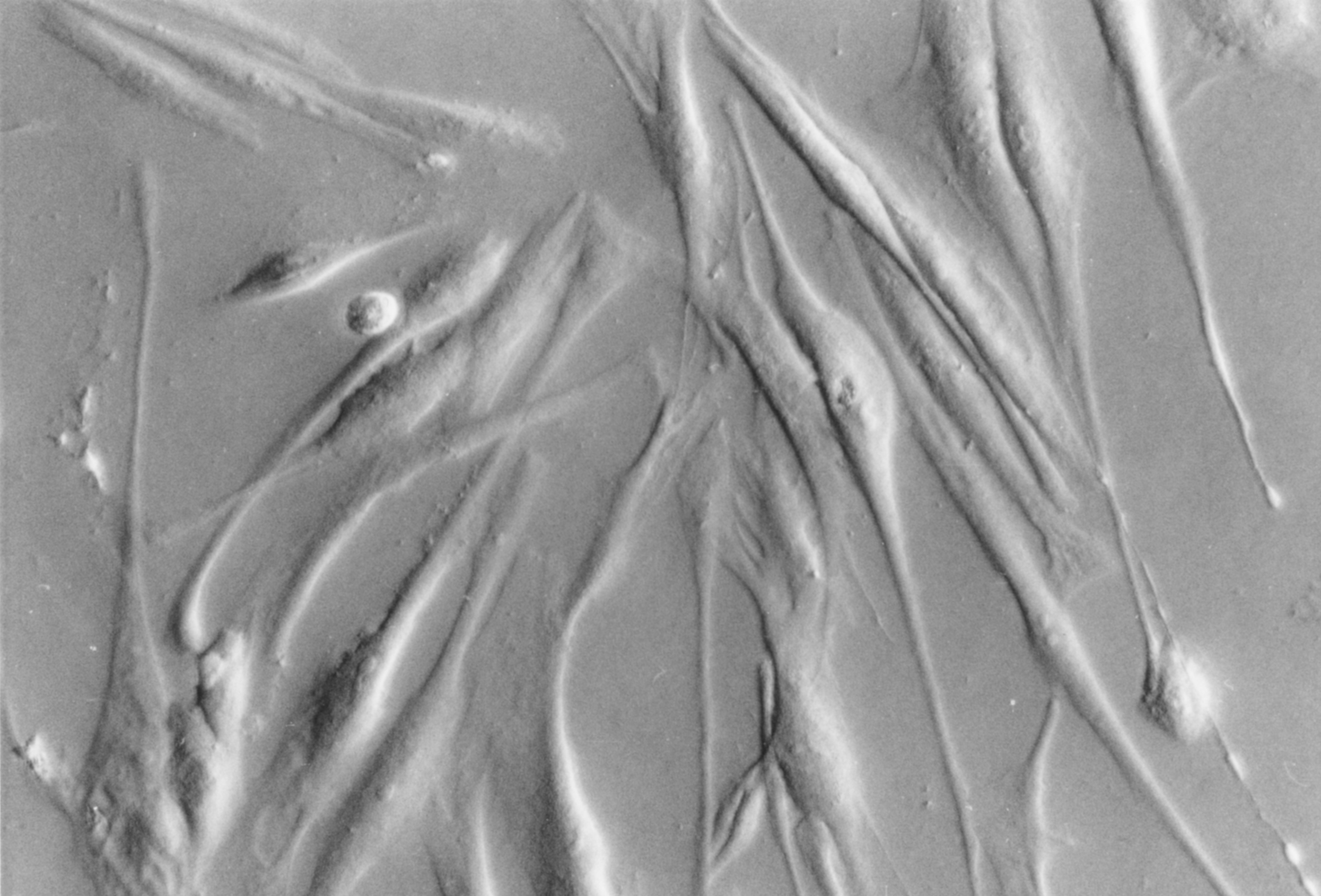
體外培養的胰腺星形細胞

胰腺星形細胞（Pancreatic stellate cells（PaSC/PSC））是一種肌成纖維細胞樣的細胞。和肝星形細胞相同，胰腺星形細胞也分爲靜息態和激活態兩種狀態。胰腺星形細胞位於胰腺的外分泌區。在激活狀態時，胰腺星形細胞會遷移至受損區域，並參與組織修復，分泌一些構成細胞外基質的組分。已有證據表明胰腺星形細胞與胰腺炎和胰腺癌的發生有關。

## 外部連結
- 维基共享资源上的相關多媒體資源：pancreatic stellate cell